# Patagonie argentine

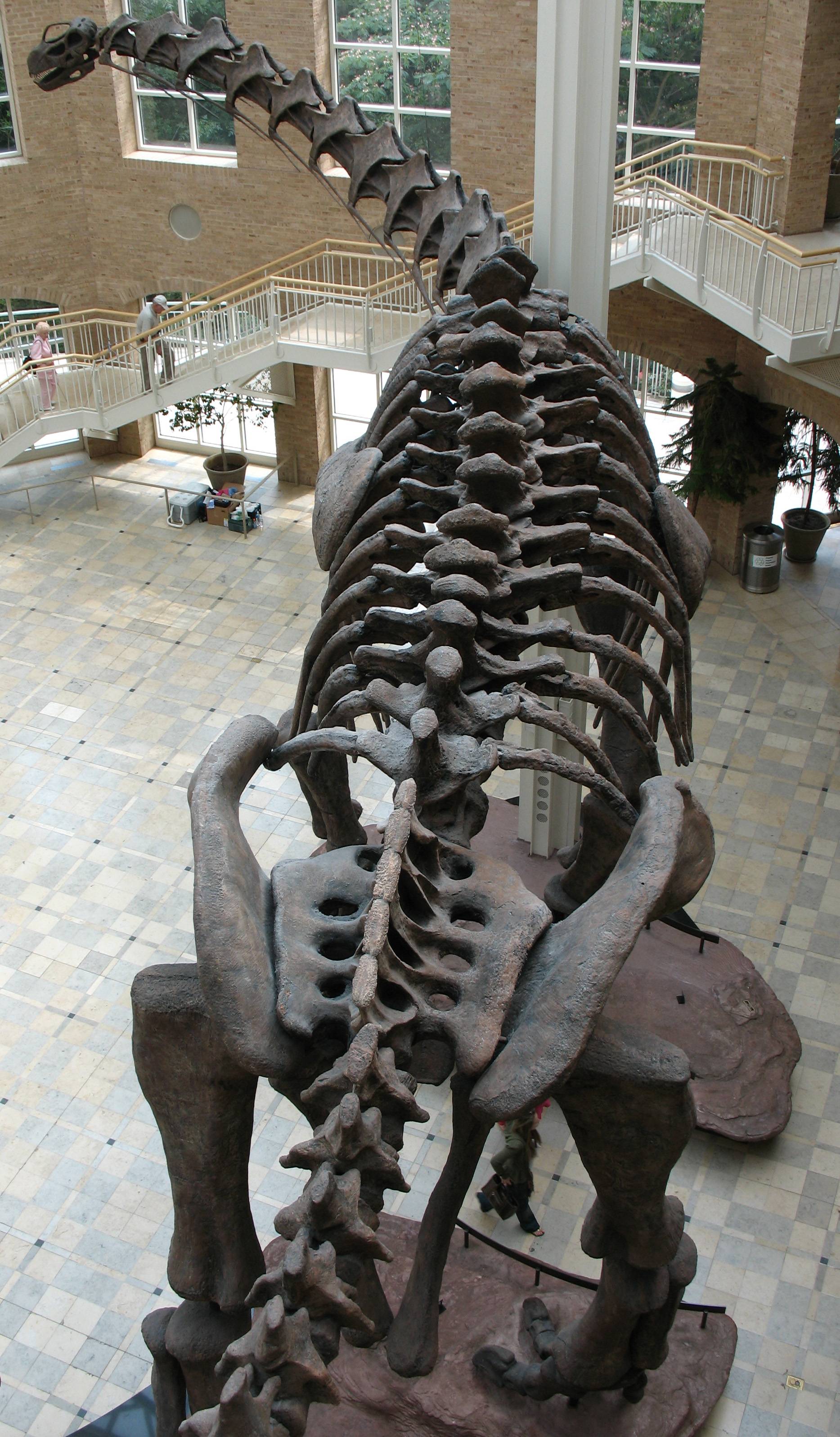
Squelette d'Argentinosaurus.

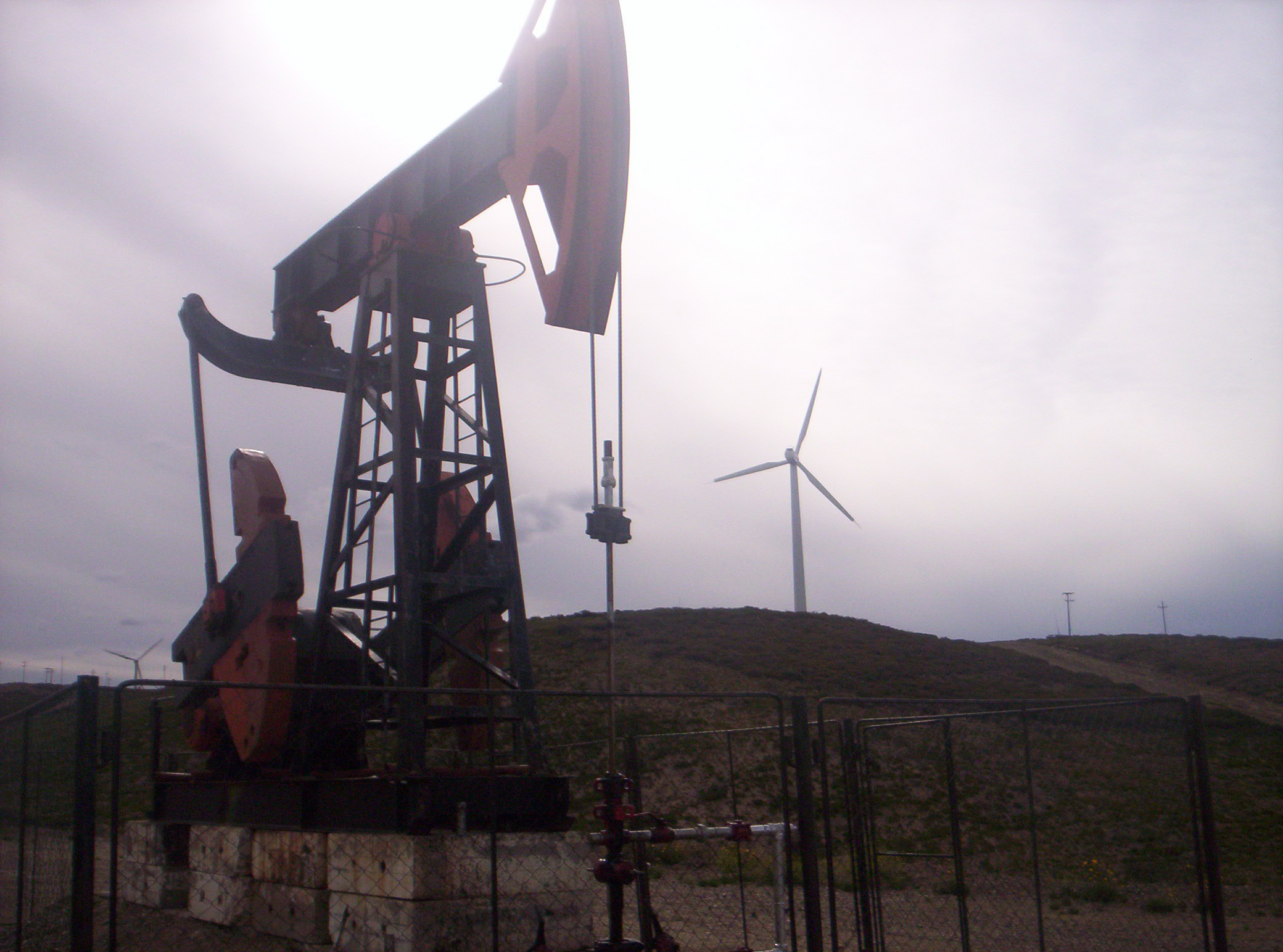
Pétrole de Patagonie (province de Santa Cruz).

La Patagonie argentine, également appelée région patagonique en Argentine, est une des grandes régions géographiques d'Argentine, qui comprend la partie de la Patagonie qui appartient à ce pays, (c’est-à-dire tout le sud de l'Amérique du Sud, à l'exception de la Patagonie chilienne).

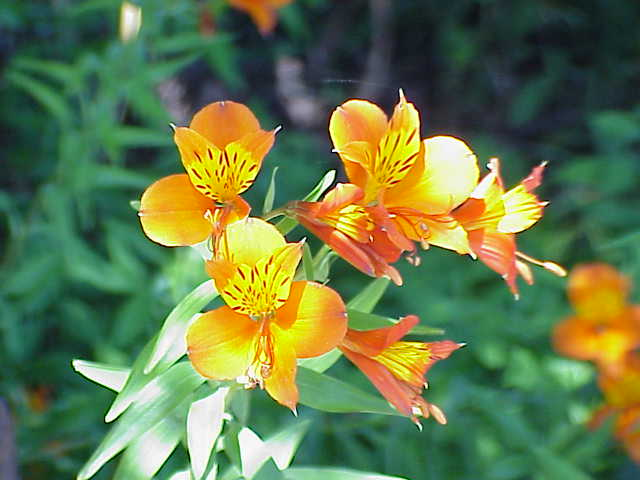
Alstroemeria aurantiaca ou Lys des Incas, fleur typique de Patagonie.

Elle est constituée des provinces de Río Negro, Neuquén, Chubut, Santa Cruz et Terre de Feu, Antarctique et Îles de l'Atlantique Sud, et aussi de la partie sud des provinces La Pampa, Mendoza et Buenos Aires.

## Géographie

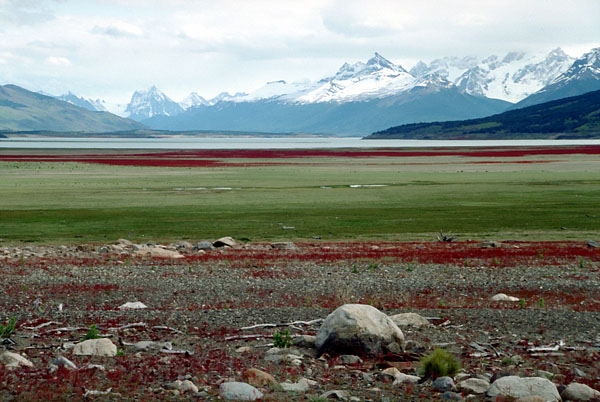
Paysage de Patagonie argentine - Au pied des Andes.

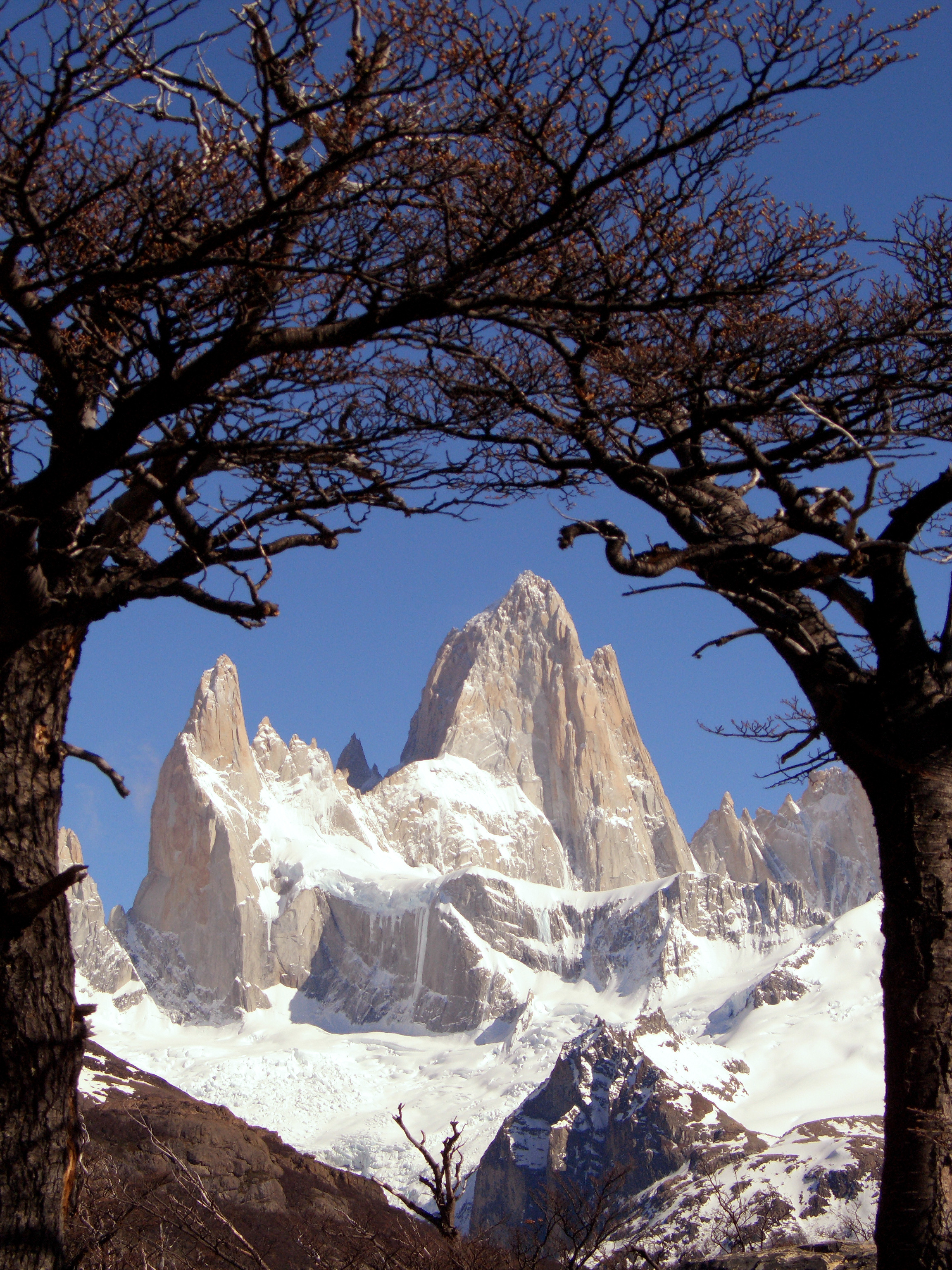
Vue du mont Fitz Roy ou Chalten en province de Santa Cruz, à la frontière chilienne.

On peut diviser la Patagonie argentine en deux grandes régions, caractérisées par les deux grands types de reliefs différents : 
- à l'est, c'est le domaine des mesetas ou plateaux. La sous-région de Patagonie non andine a un climat froid et sec et un biome de steppe. Le relief est celui de tables échelonnées, entaillées par des vallées fluviales et quelques dépressions ;
- à l'ouest, c'est le domaine de la grande montagne. La sous-région andine correspond aux Andes de Patagonie. On y trouve des forêts et des lacs. Une grande partie de cette zone est protégée par des parcs nationaux.

## Andes de Patagonie
La Cordillère des Andes présente trois grands secteurs différents :
- Andes arides (en) : qui présentent de hautes altitudes, avec des cols à très haute altitude.
- Andes de transition : elles sont plus basses, les cols frontaliers se trouvent à moindre altitude et la traversée vers le Chili à travers eux est assez facile. Durant l'hiver les neiges provoquent de fréquentes fermetures de ces passages, et rendent difficiles les contacts avec ce pays.
- Andes patagoniques : ici est concentré le plus grand bassin lacustre d'Argentine. Parmi les lacs les plus importants il y a le lac Buenos Aires, le lac Argentino, le lac Viedma, le lac Fagnano et le lac Nahuel Huapi.

Les Andes de Patagonie se présentent sous forme de cordons isolés séparés par de profondes et larges vallées. Depuis le col de Pino Hachado jusqu'à l'île des États (en espagnol : isla de los Estados), où elles fusionnent, on remarque deux zones très élevées (plus de 3 000 mètres), séparées par un secteur où les sommets ne dépassent pas 2 500 mètres d'altitude.

### Hydrographie
Il subsiste encore des restes de la dernière glaciation sous forme de champs de glace continentale, d'où proviennent de nombreux glaciers de la province de Santa Cruz comme le glacier Perito Moreno, entre autres.
Les rivières qui naissent dans cette Cordillère ont un grand potentiel 
hydroélectrique. Sur le río Futaleufú on a construit une retenue qui porte le même nom bien que le lac artificiel qu'il a créé en amont ait été baptisé lac Amutui Quimei. Le lac a submergé toute une zone de rapides, pour tirer profit de tout ce potentiel 
énergétique. On a construit divers autres grands barrages comme ceux d'El Chocón, de Cerros Colorados, d'Alicurá, de Pichi Picún Leufú, de Piedra del Águila et il existe plusieurs autres projets, par exemple sur le cours du río Santa Cruz.

### Précipitations
Le régime hydrographique de cette zone a deux crues annuelles, la crue hivernale à cause des pluies, et celle de printemps, due au dégel et à la fonte des neiges.
La température varie avec l'altitude. Les vents prédominants d'ouest sont humides, et donnent lieu à d'abondantes précipitations avec des maxima en hiver.

### Flore

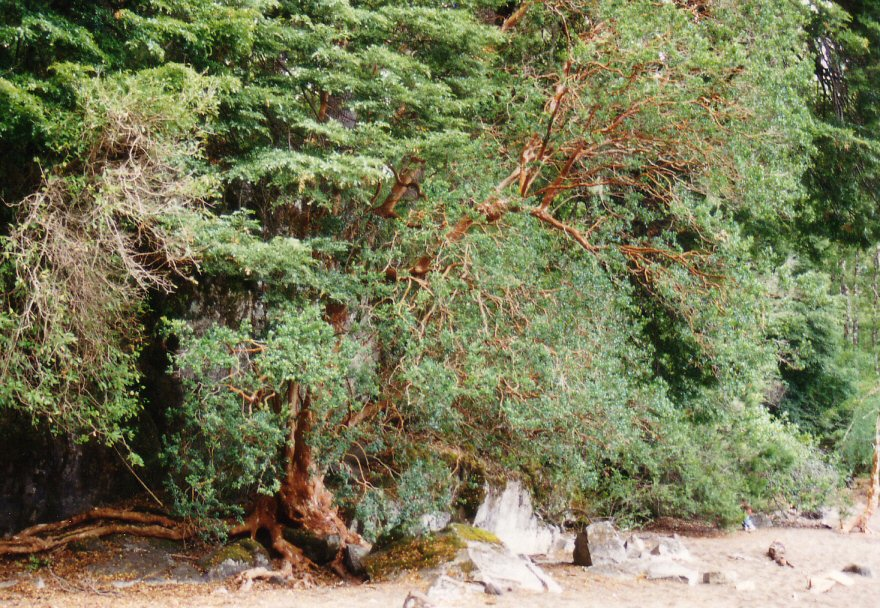
Arrayán (Luma apiculata).

Les flancs sont couverts de bois qui arrivent normalement jusqu'au niveau des neiges éternelles. Ces bois présentent deux étages : l'étage arboré qui peut atteindre plus de 20 mètres de hauteur, et le sous-bois, formé d'arbustes comme le notro (Embothrium coccineum) ou le calafate, et de cannes tel le colihue ou coligüe (Chusquea culeou), qui est un bambou avec lequel les amérindiens fabriquaient leurs lances.

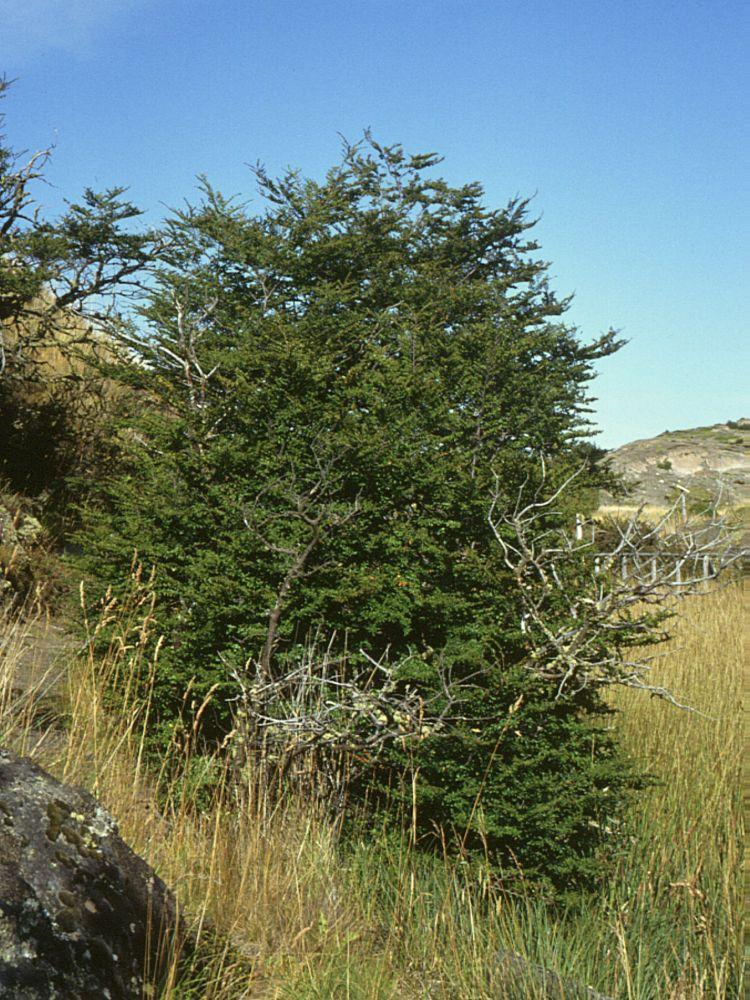
Un ñire (Nothofagus antarctica).

Parmi les espèces d'arbres, il faut remarquer les conifères et les fagacées: le pehuén (Araucaria araucana), le gigantesque lahuán ou « alerce » ou « cyprès patagonique » (Fitzroya cupressoides), le lipain ou « cyprès de la cordillère »  (Austrocedrus chilensis), le coihue ou « guindo » (Nothofagus dombeyi), le quetri ou "arrayán" (Luma apiculata), le rauli (Nothofagus nervosa), le radal ( (Lomatia hirsuta), le ñire (Nothofagus antarctica), le maitén (Maytenus boaria) et la lenga (Nothofagus pumilio).
La steppe patagonienne est caractérisée pour sa part par des précipitations beaucoup plus réduites, d'où une végétation fort différente. On enregistre des précipitations moyennes entre 168 et 188 mm de pluie par an,, fortement concentrées durant les mois de mars à septembre. Les faibles précipitations font que l’évapotranspiration potentielle est élevée.
Le sol est rocailleux et relativement plat, ce qui diminue le ruissellement en surface. L’infiltration de l’eau dans le sol est donc grande. L’eau n’est plus accessible en surface pour les plantes. Ces conditions climatiques arides et un sol pauvre en matières organiques ne peuvent pas répondre aux besoins d'une grande biomasse et d'une grande diversité de flore. La steppe patagonienne est donc dominée par la plaine arbustive, formée principalement des espèces Larrea divaricata Cav. et Stipa sp. Ces plantes forment de petits îlots épars et aléatoires sur le territoire, caractéristiques des écosystèmes arides. Ces îlots sont soit formés d’un amas d’arbustes encerclés d’un anneau d’herbacés pérennes, c’est-à-dire que la plante n’est jamais complètement dénudée de ses feuilles, ou d’un arbuste naissant entouré du même anneau d’herbes. La majorité des espèces végétales sont basses et clairsemées ce qui fait que seuls 40 à 60 % du sol sont recouverts par la canopée, tandis que le reste est nu,. Cette distribution aléatoire et interrompue de la végétation est due à la concentration des nutriments, de l’eau, de la matière organiques et des graines sous ces îlots de verdure. Dans les zones où la végétation est absente, le vent et l’eau transportent les particules du sol riches en matière organique. Ces particules sont freinées lorsqu’elles frappent un îlot et elles s’y accumulent pour former une zone fertile.
Les hommes ont introduit des espèces végétales et animales étrangères qui se sont acclimatées et répandues dans toute cette zone, comme les cerfs européens, des wapitis, des sangliers, des visons et des salmonidés. Ces espèces ont, sans aucun doute, contribué à la mise en danger des espèces autochtones originelles de la région, et leur ont causé de grands préjudices en les concurrençant directement.

### Faune

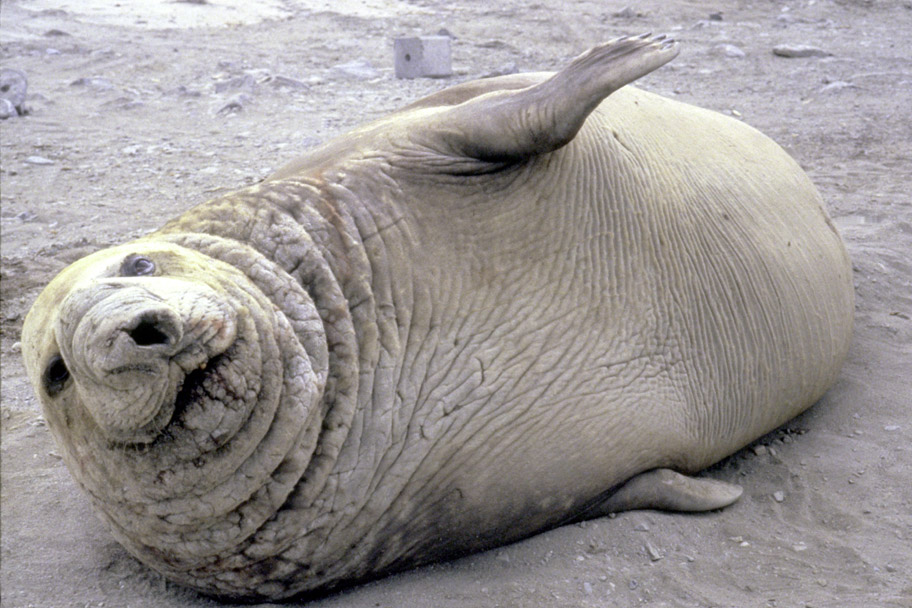
Femelle d'éléphant de mer austral.

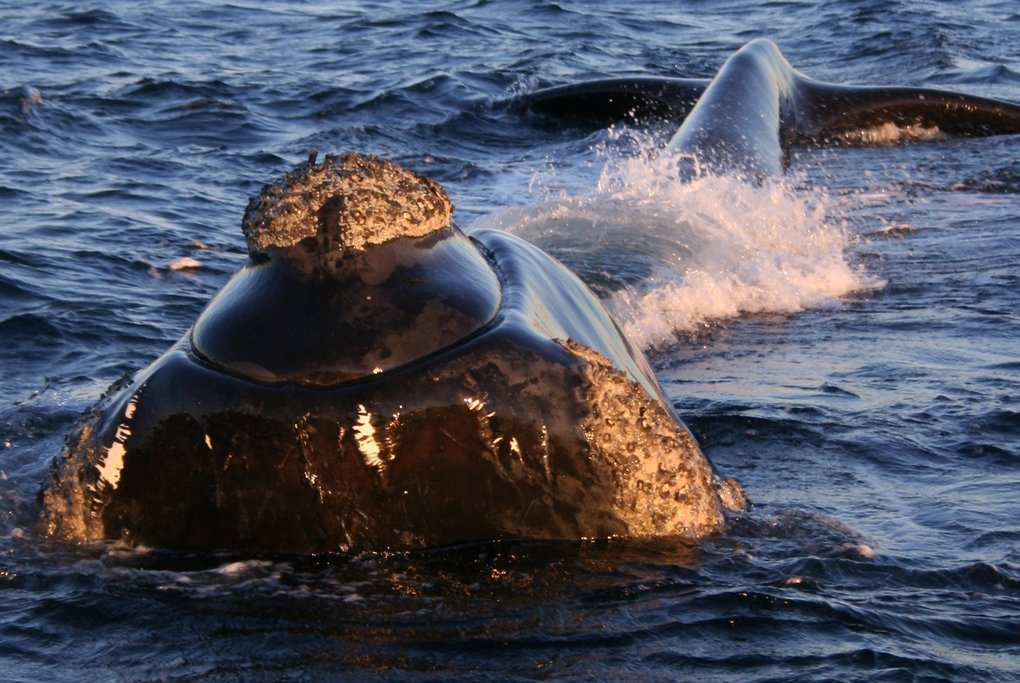
Baleine franche australe.

En ce qui concerne la faune autochtone continentale, on rencontre : des cerfs comme le huemul et le pudu, ainsi que des pumas, des maras ou « lièvres patagoniques », des guanacos apparenté au lama, des renards gris, des condors des Andes, des cygnes à cou noir et des nandous, cousins de l'autruche.
Le jaguar a existé en Patagonie jusqu'à ce qu'il soit exterminé par les hommes au XIXe siècle. Au milieu de ce siècle, il arrivait jusqu'au río Chubut, bien que certains auteurs affirment[Qui ?] que sa dispersion atteignait Santa Cruz.
Parmi la faune littorale on doit souligner : loups marins ou otaries à fourrure australes et éléphants de mer australs, manchots, pétrels, cormorans et baleines franches.

### Parcs nationaux
Pour préserver les conditions naturelles de cette région andine, on a créé de nombreux parcs nationaux :
- ceux de Lanín, de Nahuel Huapi et de Los Glaciares, ont été déclarés Patrimoine mondial naturel par l'UNESCO en 1981,
- le parc Los Glaciares, protège la région des glaciers qui descendent depuis l'est du campo de hielo sur. Le glacier El Viedma, sur le lac homonyme, et les glaciers Upsala, Onelli, Spegazzini, Mayo et Perito Moreno dans le lac Argentino. Ce champ de glace continental couvre la cordillère de Patagonie sur une longueur de 350 kilomètres et est partagé avec le Chili. Il se subdivise en champ de glace Nord de Patagonie et champ de glace Sud de Patagonie. Ce dernier est la troisième plus grande surface de glace de la terre, après l'Antarctique et le Groenland,
- les autres parcs nationaux argentins dans la région sont Los Arrayanes, Los Alerces, Laguna Blanca, Lago Puelo, Patagonia, Perito Moreno, Monte León, Tierra del Fuego, Bosques Petrificados et la zone de la péninsule Valdés.

## Les plateaux de Patagonie argentine oumeseta
Il s'agit de toute la partie orientale non andine de la Patagonie, entre les Andes et l'Atlantique. On utilise le mot de Meseta pour désigner cette zone de plateaux légèrement surélevés et habituellement fort secs.

### Climat de la meseta patagonique
À l'exception d'une frange très étroite bien arrosée située entre le rebord est des Andes et des cordons montagneux parallèle aux Andes (appelés parfois les « patagonides »), la presque totalité du reste de la Patagonie argentine a un climat semi-aride voire aride avec des températures moyennes annuelles inférieures à 12 °C.
Dans presque toute cette Patagonie orientale, il y a de forts vents froids venus du sud-ouest.

### Précipitations sur lameseta
Les précipitations se réduisent rapidement d'ouest en est. Ainsi, alors que sur la rive ouest du lac Nahuel Huapi, il tombe des précipitations de plus de 2 000 mm/an, à moins de 100 km plus loin à l'est, il n'en tombe plus que 200 mm annuellement, la plupart en hiver tombant parfois sous forme de neige.
La région du bassin du río Santa Cruz et du nord de la grande île de la Terre de Feu, bien qu'ayant un climat froid, bénéficient d'une plus grande humidité. Le paysage y rappelle celui des Îles Malouines.
En Terre de Feu, la partie sud de l'île, y compris l'île des États (isla de Los Estados), est très humide et les neiges y sont abondantes, mais il ne s'agit pas d'une zone de la meseta, mais bien de la partie terminale de la Cordillère des Andes.

### Ressources hydriques des régions des plateaux
En dehors de la région andinopatagonique, quasi tous les cours d'eau viennent d'ailleurs, c’est-à-dire de la région andine. Ils ne reçoivent donc pas d'affluents, ni de régime pluvio hivernal (provoqués par des pluies d'hiver), ni de régime nival (provoqués par la fonte des neiges).
Mais il existe au milieu des hautes plaines sèches de Patagonie des lacs et beaucoup de lagunes, la majorité d'entre elles salées. Cependant tout au long du siècle dernier, on a constaté un processus de dessiccation de ces étendues d'eau, qui les transforme progressivement en salines ou salars.
Les deux principaux lacs naturels de la Patagonie orientale extraandine se trouvent au centre de la province de Chubut. Ce sont le lac Musters et le lac Colhué Huapi. Non loin de ces deux lacs, au confluent du río Chubut et du río Chico on a construit un barrage qui forme un lac artificiel, c'est la retenue Florentino Ameghino.
En Patagonie extra-andine, de nombreux anciens lits fluviaux, appelés « cañadones », sont réactivés occasionnellement, spécialement lors du dégel de printemps. L'existence de ces anciens lits a donné lieu à des curiosités géographiques. Ainsi le grand lac Buenos Aires possède deux émissaires. L'un plus récent, plus court et plus abondant, coule vers le Pacifique. L'autre plus ancien, plus long, mais moins abondant coule vers l'Atlantique ; c'est le río Deseado.
Sur la plupart des cartes jusqu'au milieu du XXe siècle apparaissaient au sud du río Deseado, deux petits fleuves parallèles: le Río Bajos (ou San Dionisio ou Chacarmañac) et le Río Salado. Quelques années plus tard, il ne restait plus que leurs vallées ou « cañadones ».
Enfin, sur les côtes, de très hautes falaises, générées par des mouvements de l'écorce terrestre, dépassent par endroits les 300 mètres de hauteur. Il s'agit d'un phénomène d'hyperstatisme lié à la dernière déglaciation, il y a 10 000 ans. La Patagonie couverte de lourds glaciers pendant des milliers d'années s'était enfoncée dans le sol sous l'énorme poids. Après la fonte de ces masses gigantesques, l'écorce terrestre, comme une balle de caoutchouc, reprend très progressivement sa forme primitive, en surélevant la Patagonie.

#### Spécialistes
- Georges Claraz (1832-1930)
- Francisco Moreno (1852-1919)
- Alberto Maria De Agostini (1883-1960)